# Klášter milosrdných bratří (Vizovice)
Klášter Milosrdných bratří ve Vizovicích je barokní stavba z 2. poloviny 18. století. Je chráněn jako kulturní památka České republiky.
Nejmladší konvent milosrdných bratří v českých zemích byl založen 16. května 1781 smlouvou mezi řádovou provincií a Marií Antonií hraběnkou z Blümegen. Vizovický konvent patří k nečetným klášterům založeným v době církevních reforem císaře Josef II. Císařský souhlas se zřízením konventu, byl podmíněn závazkem, že Milosrdní bratři nebudou vybírat almužny mezi poddanými. Řádoví kněží se zavázali konat sedmkrát v týdnu bohoslužbu v zámecké kapli, která měla připadnout Milosrdným bratřím. Ti by také získali právo být pohřbíváni v tamější kryptě. Důvodem fundace byla absence lékařského ošetření a péče na rozsáhlém a poměrně lidnatém panství. Prvním vikářem byl v srpnu 1781 ustanoven P. Alipius Hanik, který v tomto úřadu setrval až do své smrti. Svým nadáním se konvent zařadil mezi chudé řádové ústavy. Zpočátku byl konvent dotován tak slabě, že řádně fungující nemocnice mohla být otevřena teprve 19. března 1835. Na řádové mezikapitule ve Vídni v roce 1908 bylo rozhodnuto vystavět ve Vizovicích novou nemocnici pro 40 nemocných. Stavba v secesním slohu započala 9. června 1909 a k jejímu posvěcení došlo 23. března 1911 místním děkanem P. Havelkou. Na vybudování nemocnice přispěl moravský zemský výbor.